# Zikmund Helfried z Ditrichštejna
Zikmund Helfried hrabě z Ditrichštejna (německy Sigmund / Sigismund Helfried Graf von Dietrichstein, Freiherr auf Hollenburg; 26. ledna 1637 Štýrský Hradec – 2. dubna 1690 Vídeň) byl rakouský šlechtic z rodu Ditrichštejnů. Byl majitelem několika panství v rakouských zemích a dlouhodobě zastával funkci zemského hejtmana v Korutansku (1668–1686). V roce 1681 získal Řád zlatého rouna a svou kariéru završil ve funkci nejvyššího hofmistra císařovny Eleonory Magdaleny (1685–1686).

## Život

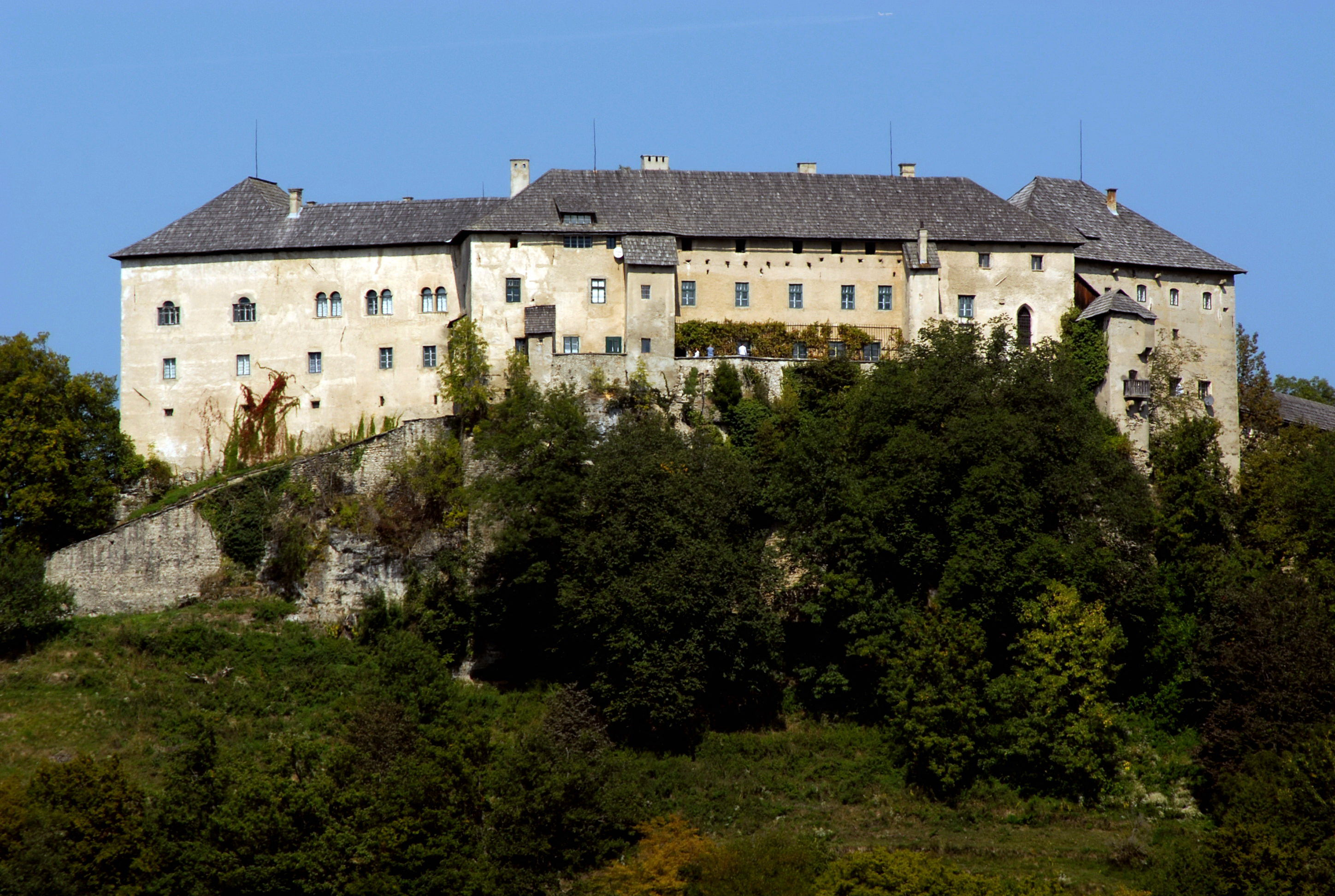
Zámek Hollenburg v Korutansku

Pocházel ze starého šlechtického rodu Ditrichštejnů, patřil ke korutanské větvi sídlící na zámku Hollenburg. Byl synem prezidenta dolnorakouské komory Zikmunda Ludvíka z Ditrichštejna (†1653) povýšeného v roce 1631 do hraběcího stavu. Matka Marie Anna (1610–1698) byla dcerou císařského nejvyššího hofmistra Leonarda Helfrieda z Meggau a po otci dědičkou panství a zámku Greinburg v Horním Rakousku.
Jeho sestra Zuzana Polyxena (1640–1706) byla manželkou českého nejvyššího purkrabího hraběte Bernarda Ignáce z Martinic.
Zikmund Helfried byl již v roce 1658 jmenován císařským komořím (ve jmenovacím dekretu je uveden s křestními jmény Sigmondt Höllfridt). V letech 1658–1659 podnikl kavalírskou cestu, doložený je jeho pobyt v Itálii. Část studijní cesty absolvoval s Ferdinandem Bonaventurou z Harrachu a Ludvíkem z Colloreda. V roce 1663 byl jmenován říšským dvorním radou a v roce 1664 byl vyslán s mimořádnou diplomatickou misí do Paříže. V letech 1668–1686 byl zemským hejtmanem v Korutanech, kde vlastnil statky. V roce 1681 získal Řád zlatého rouna, téhož roku byl jmenován skutečným tajným radou. Svou kariéru završil jako nejvyšší hofmistr císařovny-vdovy Eleonory Gonzagové (1685–1686). Byl jmenován v únoru 1685 a v návaznosti nato rezignoval na post korutanského zemského hejtmana. Ve funkci císařovnina nejvyššího hofmistra skončil však již v prosinci 1686 jejím úmrtím. I když poté již nezastával žádný úřad, z archivních pramenů vyplývá, že měl nadále vysoké postavení u dvora císaře Leopolda I. podpořené mimo jiné vzdáleným bratrancem knížetem Ferdinandem z Ditrichštejna.

### Manželství a potomstvo

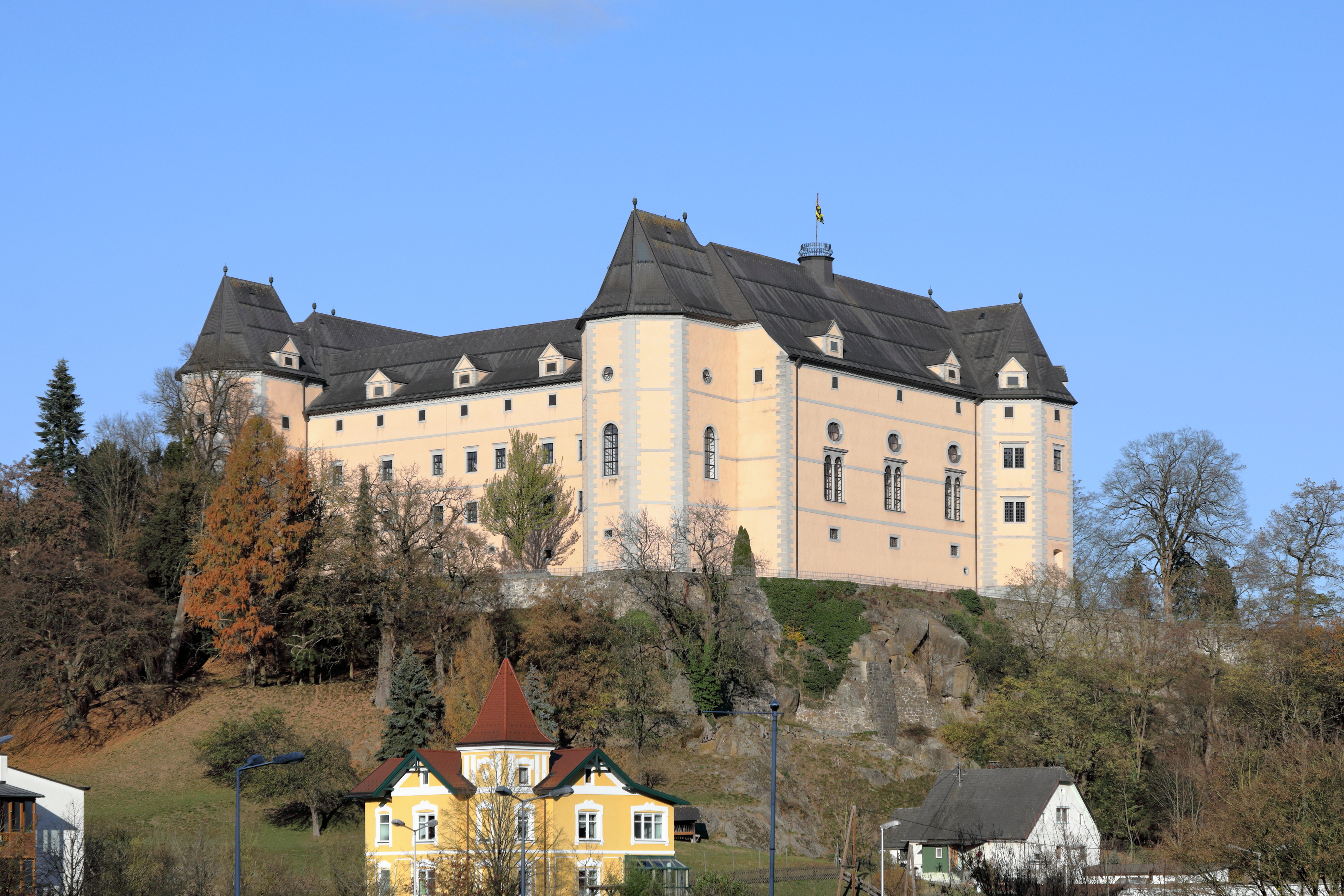
Zámek Greinburg (Horní Rakousy)

V roce 1666 se oženil s Marií Isabelou Gonzagovou (1638–1702), dcerou císařského polního maršála a nejvyššího hofmistra Annibala Gonzagy. Ta byla již předtím poprvé provdaná za hraběte Claudia Collalta (1627–1661), s nímž žila na zámku v Brtnici, kde je také nad vstupem do východního křídla dochován její erb. Její první manželství zůstalo bez potomstva, s druhým manželem Ditrichštejnem měla deset dětí, z nichž sedm zemřelo v dětství. Dospělého věku se dožil František Antonín (1669–1702), který sloužil v císařské armádě a v hodnosti generálního polního vachtmistra padl za války o španělské dědictví v Itálii. Další syn Gundakar Poppo (1672–1737) byl velkopřevorem Maltézského řádu v Čechách.